# Chevillé
Chevillé är en kommun i departementet Sarthe i regionen Pays de la Loire i nordvästra Frankrike. Kommunen ligger i kantonen Brûlon som tillhör arrondissementet La Flèche. År 2022 hade Chevillé 357 invånare.

## Befolkningsutveckling
Antalet invånare i kommunen Chevillé
| Referens: INSEE |